# 鮑桂星
鮑桂星（1764年—1826年），字雙五，號覺生，安徽歙縣人。清朝官員，文學家。

## 生平
鮑桂星於嘉慶四年（1799年）中己未科二甲進士，選庶吉士，散館授編修。嘉慶八年（1803年）擢中允。次年典試河南，留任學政。歷改江西、湖北學政，累遷內閣學士。
嘉慶十八年（1813年），聞林清起事，是為癸酉之變，上疏條陳十事，得到仁宗嘉獎，升工部侍郎。次年，因彈劾刘荣黼等失職，反遭荣黼攻擊，稱其妄言朝廷輕滿洲重漢人，仁宗大怒，將桂星革職，且不准其回籍，令在京閉門思過。五年後，上意方解，桂星復官編修。
宣宗即位，擢侍講，又擢通政司副使。道光四年（1824年）升詹事府詹事，文淵閣直閣事。不久病卒。《清史稿》有傳。 友人有同科进士礼部尚书贵庆。鲍桂星和白镕为儿女姻亲。孙女嫁军机大臣蒋攸铦之孙, 山东督粮道蒋明远之子蒋道模。蒋明远一女嫁完颜崇厚，另一女嫁富察凤秀，其女为同治慧妃富察氏。

## 著作
鮑桂星少從吳定（澹泉）學習詩文，後師從姚鼐。著有《覺生古文》4卷、《覺生詩鈔》10卷、《詠物詩鈔》4卷、《詠史詩鈔》3卷等。另輯有《唐詩品》85卷。好友同科進士貴慶、姻親同科進士白镕。

## 延伸阅读
[在维基数据编辑]
 《清史稿·卷377》，出自趙爾巽《清史稿》